# Tomáš Bártek
Tomáš Bártek (* 24. únor 1958 Gottwaldov, Československo) je bývalý československý házenkář, levá spojka.
S týmem Československa hrál na letních olympijských hrách v Soulu v roce 1988, kde tým skončil na 6. místě. Nastoupil v 6 utkáních a dal 24 gólů. Na klubové úrovni hrál za Duklu Praha (1977–1988), v Německu a v rodném Zlíně. V roce 1984 vyhrál s Duklou Pohár mistrů evropských zemí.